# Xenonvergiftung
Als Xenonvergiftung bezeichnet man eine erhöhte Konzentration des als Neutronenabsorber („Neutronengift“) wirkenden Xenon-135 in einem mit thermischen Neutronen arbeitenden Kernreaktor. Sie tritt bei einer Leistungsdrosselung und beim Abschalten des Reaktors auf und verhindert für eine gewisse Zeit ein erneutes Hochfahren der Leistung.

## Erklärung
Bei der Kernspaltung entsteht im Kernbrennstoff unter anderem Iod-135 (135I). Dieses zerfällt mit einer Halbwertszeit von 6,6 Stunden zu ebenfalls radioaktivem Xenon-135, einem Edelgas. 135Xe zerfällt mit einer Halbwertszeit von 9,14 Stunden zu Caesium-135.
Der Einfangquerschnitt von 135Xe für thermische Neutronen beträgt 2,65 Millionen barn, das sind einige Größenordnungen mehr als die typischen Einfangquerschnitte benachbarter Nuklide. Durch den Neutroneneinfang wird das 135Xe in das stabile 136Xe umgewandelt. Im stationären Betrieb des Reaktors stellt sich ein Gleichgewicht zwischen Erzeugung und Abbau des 135Xe ein.
Nach der Abschaltung hingegen werden einerseits (praktisch) keine Neutronen mehr frei, andererseits wird durch das vorhandene 135I noch längere Zeit 135Xe mit annähernd derselben Rate nachgebildet wie vor der Leistungsdrosselung. Sofern der Reaktor vorher bei voller Nennleistung lief, ergibt die Neutronenabsorption des 135Xe eine so hohe negative Reaktivität, dass ein Hochfahren auch bei Einsatz aller vorhandenen positiven Reaktivitätsreserven, d. h. mit ganz gezogenen Steuerstäben, nicht mehr möglich ist. Erneute Kritikalität ist erst wieder nach ein bis zwei Tagen erreichbar, wenn die 135Xe-Konzentration durch Zerfall genügend abgenommen hat.

## Auswirkung bei der Tschernobyl-Katastrophe
135Xe spielte eine wichtige Rolle bei der Nuklearkatastrophe von Tschernobyl. Bei der Vorbereitung eines Experiments wurde die Leistung des Reaktors entgegen den Vorschriften des Betriebshandbuches längere Zeit stark gedrosselt, wodurch es zu einer Xenonvergiftung kam. Um die Leistung wieder zu erhöhen, wurden die Steuerstäbe sehr weit herausgezogen, was aber aufgrund der Xenonvergiftung zunächst ohne Wirkung blieb. Als nach dem Schließen der Dampfzufuhr der Turbine der Neutronenfluss wegen des positiven Dampfblasenkoeffizienten kurzzeitig anstieg, wurde dadurch 135Xe abgebaut, was die Reaktorleistung und damit auch den weiteren Abbau von 135Xe noch steigerte. Dieser schnelle Leistungsanstieg war eine der Ursachen, die zur Explosion des Reaktorkerns führten.